# Ted Humphrey
Ted Humphrey es un escritor y productor de cine y televisión estadounidense. Ha trabajado en ambas posiciones en las series The Nine y The Unit y en los dramas legales Shark y The Good Wife. Fue nominado para el premio Writers Guild of America a la mejor serie nueva por The Good Wife en 2010, así como para el premio Emmy 2010 a la Mejor Serie Dramática por The Good Wife. En 2011 fue nominado para el premio Writers Guild of America Award como Mejor Drama Episódica por el episodio.

## Carrera
Humphrey comenzó a trabajar como guionista de televisión en la serie de ciencia ficción Now and Again en 1999. Escribió los primeros episodios de la temporada "Pulp Turkey", "Fire and Ice" y "Boy Wonder". Escribió el primer episodio de la temporada "Used Car" para la serie de corta duración Night Vision. También escribió el guion y coescribió la historia para el thriller de televisión The Triangle en 2001.
Se convirtió en editor ejecutivo de artículos para la serie Dr. Vegas en 2004. Coescribió el primer episodio de la temporada "Out Damn Spot". La serie fue cancelada antes de que se emitiera el episodio.
En 2006 Humphrey se unió al equipo de The Nine como coproductor y escritor. Coescribió el primer episodio de la temporada "The Inside Man". La serie fue cancelada después de trece episodios.
En 2007 se convirtió en coproductor y escritor del drama legal Shark. Humphrey se unió al equipo a mediados de la primera temporada. Escribió el primer episodio de la temporada "Backfire". La serie fue renovada por segunda vez y Humphrey fue promovido a productor. Escribió cuatro episodios para la segunda temporada ("Eye of the Beholder", "Burning Sensation", "Every Breath You Take" y "One Hit Wonder"). La serie fue cancelada después de completar su segunda temporada.
En 2008 se convirtió en productor supervisor y escritor para la cuarta y última temporada de la serie de drama de acción The Unit. Escribió o coescribió los episodios "Dancing Lessons", "Bad Beat", "Hill 60" y "Endgame".
En 2009, Humphrey escribió el largometraje "The Code", que se estrenó en Estados Unidos bajo el título "Thick as Thieves". La película estuvo protagonizada por Morgan Freeman y Antonio Banderas.
También en 2009 Humphrey fue contratado como productor supervisor y escritor para el nuevo drama legal The Good Wife. Escribió los primeros episodios de la temporada "Crash", "Threesome", "Bad" y "Boom". Se convirtió en productor coejecutivo a mitad de temporada. Humphrey y el resto del equipo de escritores de la primera temporada fueron nominados para el premio Writers Guild of America Award a la mejor serie nueva. En julio de 2010, Humphrey y el resto de los productores ejecutivos del programa fueron nominados para el Premio a la Mejor Serie Dramática en los Premios Emmy 2010. En 2011 fue nominado para el Premio de la Asociación de Escritores de América al Mejor Drama Episódico por "Boom".